# Фермопилы

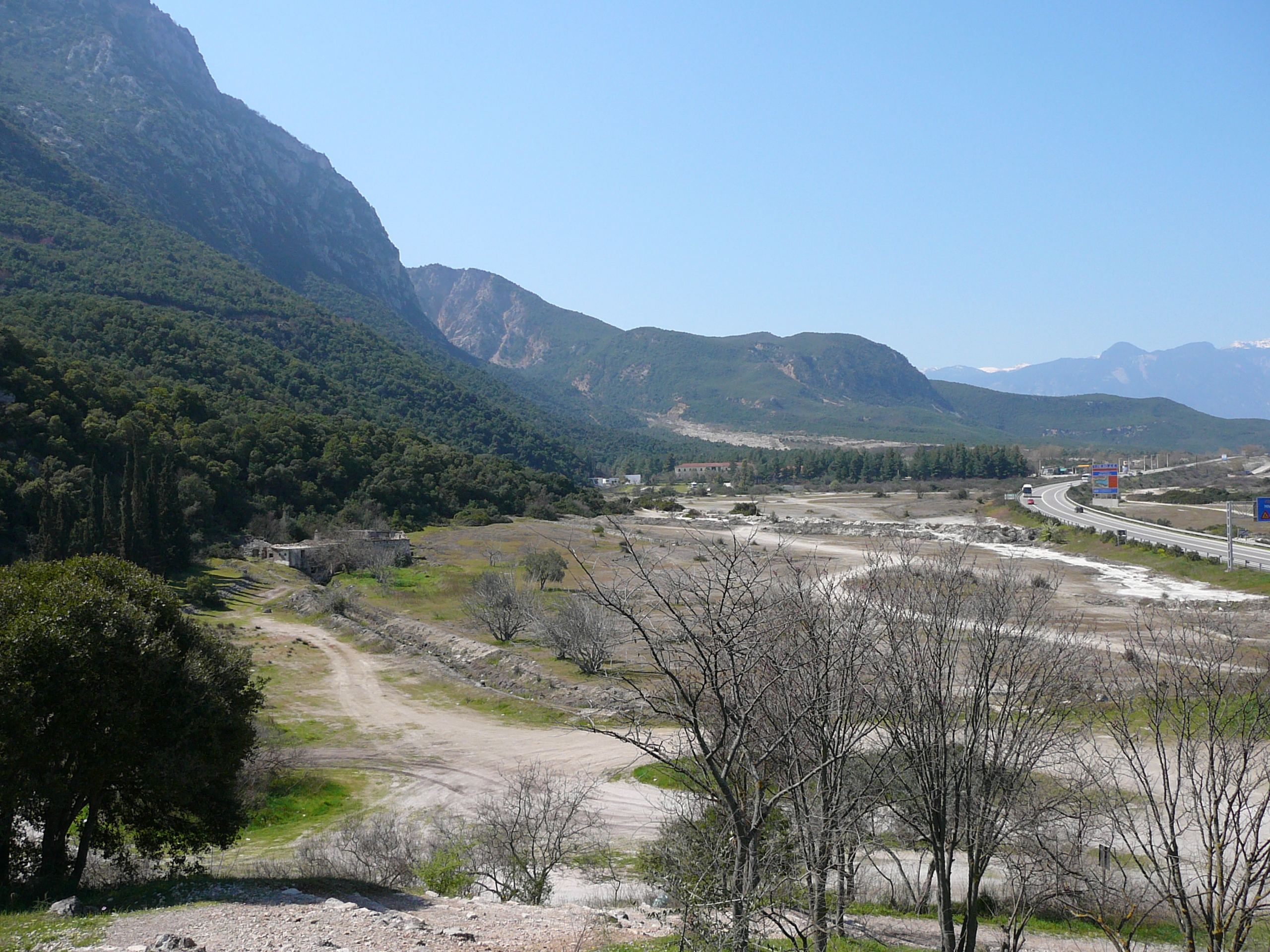
Вид на Фермопильский перевал с участка Фокийской стены. В древние времена береговая линия была бы гораздо ближе к горе, рядом с дорогой справа.

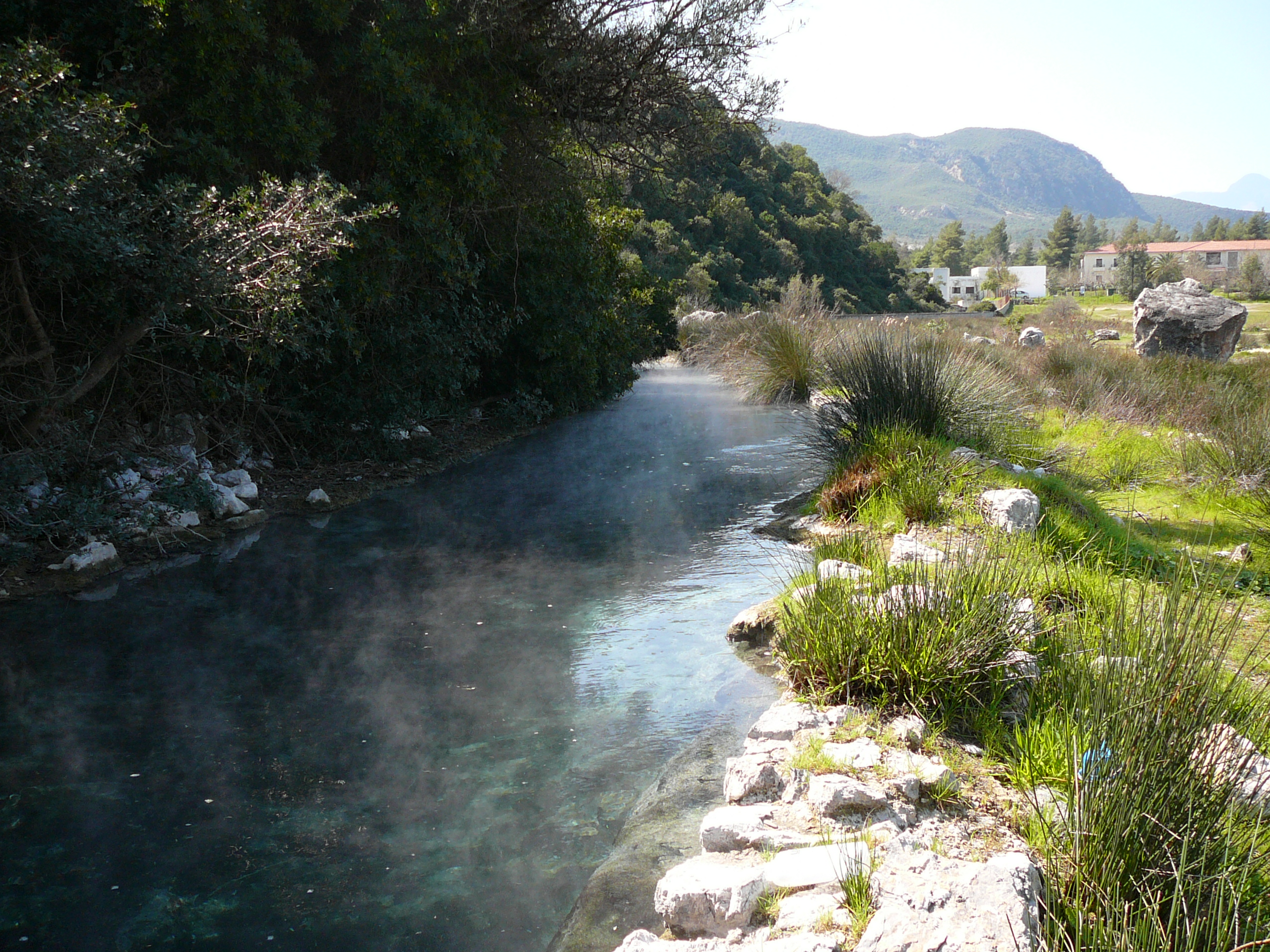
Горячие источники, от которых берут своё название Фермопилы

Фермопи́лы (греч. Θερμοπύλαι ή Θερμοπύλες, дословно — «тёплые ворота») — узкий проход между горой Этой и южным берегом залива Малиакоса из Фессалии в Локриду, получивший своё название от двух горячих серных источников, находящихся по соседству с ним.

## География

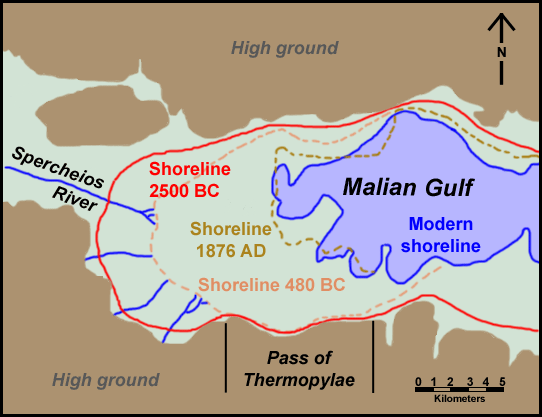
Изображение древней и современной береговой линии залива Малиакос

Во времена античности этот проход представлял собой единственную дорогу из Фессалии в Локриду и вообще в Центральную Грецию. С юга Фермопилы ограничивались горным отрогом Калидромона. Проход был не везде одинаковой ширины: у устья реки Асопос, около небольшого поселения Анфелы, долина расширялась; здесь находились храм Деметры и здания Амфиктионии; здесь же происходили осенние собрания амфиктионов. У реки Финикас (Феникс, Φοίνικας) дорога становилась настолько узкой, что по ней могла проехать одна повозка. В среднем ширина прохода составляла 60 шагов. Благодаря своему важному стратегическому значению, Фермопилы, представлявшие сами по себе естественное укрепление, были оцеплены рядом искусственных преград: так, спартанцы укрепили местечко Трахин (примерно в 7,5 км от Фермопил и 3,2 км от моря); позднее возникли другие укреплённые пункты. Кроме названных выше рек, Фермопилы пересекались Сперхиосом, Дирасом и Мавронери (Μαυρονέρι ή Μέλας, Мелан, «Чёрная река»).
В настоящее время характер местности изменился вследствие действия вулканических сил и отложений горных речек и Сперхиоса, русло которого переместилось южнее и в который ныне впадают речки Дирас, Мавронери, Асопос и Финикас, впадавшие первоначально в море. Ширина Фермопил составляет от 1,5 до 5 км. Через него проходит автострада 1 Пирей — Афины — Салоники — Эвзони, часть европейского маршрута E75, с восточной стороны которой установлен памятник воинам Леонида.

## История
В истории Греции Фермопильский проход был ареной важных военных сражений. Самое известное произошло в 480 г. до н. э., во время греко-персидской войны — между армией персидского царя Ксеркса и небольшим греческим союзным войском во главе со спартанским царём Леонидом. В период Третьей Мессенской войны Фермопилы были местом важного боя. В 279 г. до н. э. афинский стратег Каллипп с греческим войском (24 тыс. чел.) в Фермопильском сражении сдерживал нашествие галлов, был разбит галльской армией (более 170 тыс. чел.) во главе с Бренном. В 191 году до н. э. в Фермопилах под натиском римской армии во главе с консулом Манием Ацилием Глабрионом потерпел поражение сирийский царь македонской династии Антиох III.